# Station Frankfurt (Main) Süd
Frankfurt (Main) Südbahnhof is een spoorweg-, metro- en S-Bahnstation in het zuiden van Frankfurt am Main. Het station werd geopend in 1873. De U-Bahn-lijnen U1, U2, U3 en U8, en de S-Bahn lijnen S3, S4, S5 en S6 stoppen hier.

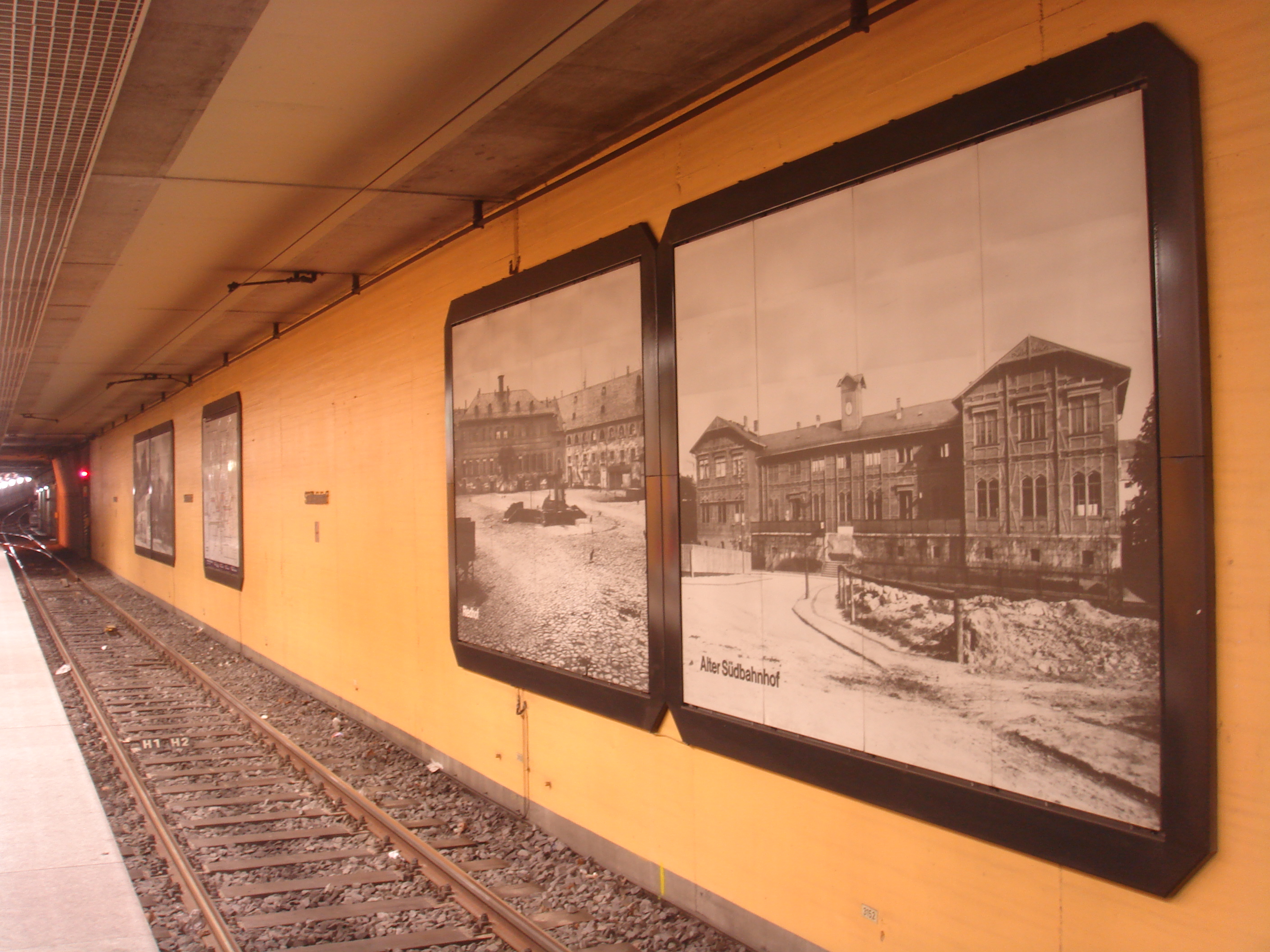
Het metrostation

## Spoorwegen
In het ondergrondse station stopt de metro van Frankfurt, op het bovengrondse station de S-Bahn van Frankfurt, Regionaltreinen (RE, RB) en de lange-afstandstreinen (ICE, IC, EC).

## Station
Het station telt 5 perrons. De gangen bevinden zich onder de 9 reizigerssporen. Voor het station is een halte voor de tram en de bus. Het station is een jugendstil-gebouw.

## Geschiedenis
Het huidige Südbahnhof werd geopend op 15 november 1873, tegelijk met het centraal station van Offenbach. De Hessische staatsspoorweg, toen de Pruisische staatsspoorweg van Bebra via Fulda en Hanau naar Frankfurt, de Bebraer Bahn, opende die dag de zuidelijke hoofdlijn tussen Hanau en Frankfurt, waardoor Sachsenhausen en Offenbach een directe verbinding met deze lijn kregen. Het is tot op de dag van vandaag nog steeds een van de drie spoorverbindingen tussen Frankfurt en Hanau. Voorheen moesten de treinen van Bebra in het noorden van Main de Frankfurt-Hanau-spoorlijn en de stedelijke verbindingsspoorlijn gebruiken om de westelijke treinstations van Frankfurt te bereiken.

## Südbahnhof

### Naam
Het station heette oorspronkelijk Bebraer Bahnhof. Later de aanwijzing in Frankfurt-Sachsenhausen en op 1 mei 1909 (dienstregelingswijziging) in Frankfurt a. M. Süd veranderd. Na het einde van de Tweede Wereldoorlog werd het station tijdelijk aangeduid als Frankfurt Süd.

### Stationsgebouw
Het eerste stationsgebouw van het Südbahnhof was een langwerpig vakwerkgebouw van twee verdiepingen met aan beide uiteinden gevelvleugels. Vooraan was een groot terras met een buitentrap. Aangrenzend bevond zich een directiegebouw en een huis voor de voorzitter van de raad van bestuur opgericht.
Het nog bestaande ontvangstgebouw werd in 1914 geopend. In zijn gereduceerde Art Nouveau-vormen lijkt het enigszins op het treinstation Frankfurt-Höchst dat in hetzelfde jaar werd geopend. Toen de metro onder het stationsgebouw werd gebouwd (voltooid in 1984), werd deze bijna volledig ontmanteld en daarna weer opgebouwd. Sindsdien heeft het ook een buurthuis en een cultureel centrum gehuisvest. De oorspronkelijk bestaande ijzeren perronhal werd midden jaren zestig afgebroken.
Vanaf 22 september 1945 reed tussen Frankfurt (Main) Süd en het centraal station van München via Kornwestheim. De trein zat alleen in de 3e klas en deed er ongeveer 10.30 uur over om er te komen.

### Spoorwegongevallen
In 1996 en 1997 waren er in de buurt van het station twee zeer gelijkaardige spoorwegongevallen. Maar de gevolgen zijn pas sinds het tweede ongeval getrokken en sindsdien geldt er een verbod op het vervoer van gevaarlijke stoffen in treinen met beladen ketelwagens. 
Dit artikel of een eerdere versie ervan is een (gedeeltelijke) vertaling van het artikel Bahnhof Frankfurt (Main) Süd op de Duitstalige Wikipedia, dat onder de licentie Creative Commons Naamsvermelding/Gelijk delen valt. Zie de bewerkingsgeschiedenis aldaar.
Messe · Galluswarte · Hauptbahnhof · Taunusanlage · Hauptwache · Konstablerwache · Ostendstraße · Lokalbahnhof · Südbahnhof · Mühlberg · Westbahnhof · Flughafen Fernbahnhof · Flughafen Regionalbahnhof